# Marche windique
Ne doit pas être confondu avec la « marche slovène » (en hongrois : Szlovenszka krajina ou Vendvidék), une dénomination traditionnelle de la région slovène à l'Ouest du royaume de Hongrie.
 (novembre 2009).
Si vous disposez d'ouvrages ou d'articles de référence ou si vous connaissez des sites web de qualité traitant du thème abordé ici, merci de compléter l'article en donnant les références utiles à sa vérifiabilité et en les liant à la section « Notes et références ».

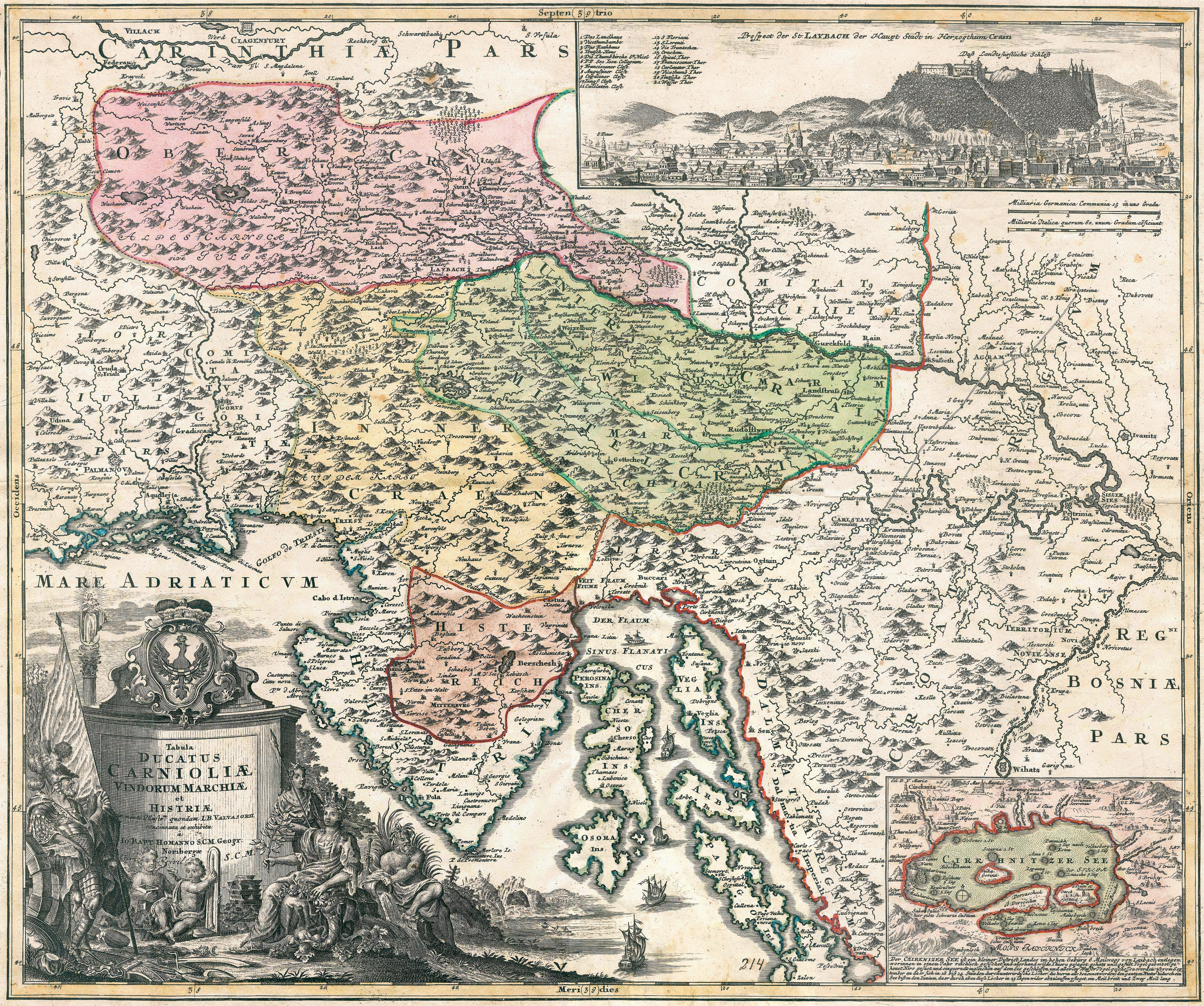
Carte du duché de Carniole, avec la marche windique (en vert) et la marche d'Istrie, par J. Homann (1663-1724) d'après Valvasor (1641-1693).

La marche windique (en slovène : Slovenska krajina ou Slovenska marka ; en allemand : Windische Mark ; en latin : marca Vindica) était une marche médiévale du Saint-Empire romain qui correspond plus ou moins à la région de Basse-Carniole s'étendant entre les rivières Save et Kolpa sur le territoire de l'actuelle Slovénie.

## Étymologie
L'Almanach de Gotha (Gothaischer Genealogischer Hofkalender) indique comme désignation en français « Marche wende » ; seigneur sur la Windische Mark en allemand faisait partie des titres et armoiries de l'empereur d'Autriche depuis la proclamation de François Ier en 1804.
En vieux haut allemand, le gentilé Windisch, dérivé des « Wendes » (voir également Walh et Vénètes), était couramment utilisé pour désigner les peuples Slaves, dont les Slaves méridionaux dans l'ancienne principauté de Carantanie au sud-est de la Bavière, précurseurs des Slovènes. Pendant la colonisation germanique médiévale, une marche désignait une province frontalière conquise par un autre peuple se situant à l'un des deux côtés de la frontière. Dirigée par un margrave, c'est-à-dire le chef militaire de cette province, elle était un fief créé dans le but de se protéger du pays voisin.

## Histoire
Une marcha Winedorum est mentionnée déjà en 631 dans la Chronique de Frédégaire, référant à la Carantanie. À l'époque carolingienne, toute la Carniole est conquise par les Francs vers l'année 788. Quand Charlemagne créa la marche de Frioul, il ajouta la Carniole à ce fief. Cependant, après la division de Frioul, la Carniole devint une marche indépendante en 828, d'où le nom de marche de Carniole avec son propre margrave slave qui résidait à la forteresse de Kranj, sujette d'abord aux ducs de Bavière.

### Entre Carniole et Carinthie
Sous le règne de la dynastie des Ottoniens, vers l'an 960, la Carniole a été scindée en deux : la marche de Carniole correspondant à l'actuelle région de Haute-Carniole (Gorenjska) et la marche windique intégrée dans la « marche de Savinja » (Saunien ou Mark an der Sann en allemand). En 976, ces territoires sont rattachés au duché de Carinthie nouvellement créé.
En 1036, la marche windique est séparée des pays sur la Savinja et réattachée à la marche de Carniole. Il est quelquefois fait mention de l'ensemble sous la dénomination "Carniole et marche windique". En 1077, pendant la querelle des Investitures, ce margraviat est placé sous l'autorité des patriarches d'Aquilée en Frioul, lorsque le roi Henri IV le confie au patriarche Sighard de Beilstein qui cependant meurt peu après. En 1093, le patriarchat obtient de nouveau la marche et la conserve à l'exception de la période 1202-1214 où le duc Louis Ier de Bavière possède le fief.

### Vers l'intégration à un territoire unifié

Les armoiries de la marche windique.

Au XIIe siècle, les comtes locaux de Weichselberg (aujourd'hui Višnja Gora dans la commune de Ivančna Gorica), soutenus par la maison de Sponheim en Carinthie et les archevêques de Salzbourg, étendent leurs possessions dans la marche windique. À la suite de plusieurs campagnes militaires contre les forces des royaumes de Hongrie et de Croatie, leurs possessions s'étendaient jusqu'à la rivière Kolpa et aux monts du Gorjanci au sud-est. Des terres conquises, la Carniole-Blanche (Bela krajina) est née.
Grâce à un mariage avec l'héritière Sophie de Weichselberg, les comtes d'Andechs, également margraves de Carniole, reçoivent le domaine en 1209. En 1228, Othon VII d'Andechs, duc de Méranie et comte de Bourgogne acheta celle-ci à Sophie. Sa fille Agnès le porta en dot lors de son premier mariage avec le duc Frédéric II d'Autriche en prenant le titre de dominus Carniolae, seigneur de Carniole. Néanmoins, à la suite de la dissolution du mariage par divorce en 1243, son deuxième mari Ulrich III de Sponheim, fils du duc Bernard de Carinthie, reçoit à son tour ce titre. En 1234 déjà, Bernard avait fondé le monastère cistercien Fons Sanctae Mariae à Kostanjevica (Landstraß) au bord de la Krka, comme une filiale de l'abbaye de Viktring. 
Lorsqu'Ulrich III meurt en 1269, il léguait au roi Ottokar II de Bohême ses fiefs en Carinthie et Carniole. Ottokar, déjà seigneur d'Autriche et de Styrie occupe et unifie la marche de Carniole, la marche windique, la vallée de la Savinja et Slovenj Gradec. Il en fait la marche de son vaste royaume qui s'étend de la mer Baltique à l'Adriatique. En 1276, ses fiefs sont recouvrés par Rodolphe de Habsbourg, roi des Romains. En 1282, Rodolphe donne la Carniole et la marche windique à ses fils Albert et Rodolphe II, mais c'est son partisan Meinhard de Goritz, duc de Carinthie à partir de 1286, qui en a finalement le contrôle[réf. nécessaire]. En 1311, son fils le duc Henri de Carinthie remit la vallée de la Savinja et Slovenj Gradec au duché de Styrie.

### Un territoire des Habsbourg
La Carniole passa à la maison de Habsbourg en 1335 ; en 1364, le duché de Carniole fut créé par Rodolphe IV de Habsbourg dit le Fondateur. Le duc a conclu un pacte successoral avec la maison de Goritz et lorsqu'une lignée parallèle de la dynastie s'éteint en 1374, la marche windique avec la Carniole-Blanche et la marche d'Istrie (Mitterburg) tombent sous la domination de ses frères cadets Albert III et Léopold III. La marche windique est ajoutée avec la Carniole à l'Autriche intérieure au sein des territoires héréditaires des Habsbourg.